# Gheorghe Dobre
Gheorghe Dobre, romunski general, * 1885, † 1959.